# Sukamulya (Warungkondang)
Sukamulya is een bestuurslaag in het regentschap Cianjur van de provincie West-Java, Indonesië. Sukamulya telt 4429 inwoners (volkstelling 2010).